# Huabiao Awards
Los Premios de Cine Huabiao (en chino simplificado, 中国电影华表奖; pinyin, Zhōngguó Diànyǐng Huábiǎo Jiǎng), también conocidos simplemente como Huabiao Awards, es una ceremonia anual de premios del cine chino. Nombrado en honor a las columnas con alas chinas decorativas (huabiaos), los Premios Huabiao se instituyeron por primera vez en 1957 como premios de la película de Excelencia del Ministerio de Cultura. Entre 1958 y 1979, no se entregaron premios. En 1994, los premios pasaron a llamarse "Huabiao". La ceremonia se lleva a cabo en Beijing, es el mayor honor del gobierno en la industria del cine. Junto con los Premios Golden Rooster, los Premios Hundred Flowers, se conocen como los tres premios principales de China.
A diferencia de otras ceremonias de premios, los Premios Huabiao para categorías individuales a menudo se otorgan a múltiples nominados.

## Ceremonias
| Ceremonia | Año(s)                          | Mejor director                               | Mejor actor                | Mejor actriz           |
| --------- | ------------------------------- | -------------------------------------------- | -------------------------- | ---------------------- |
| 1st       | 1994                            | Zhang Jianya                                 | Li Rentang                 | Ai Liya                |
| 2nd       | 1995                            | Chen Guoxing Wang Ping                       | Gao Ming                   | Cao Cuifen             |
| 3rd       | 1996                            | Wei Lian Feng Xiaoning                       | Fu Xuecheng Liu Peiqi      | Yu Hui                 |
| 4th       | 1997                            | Hu Bingliu Yang Guangyuan                    | Tang Guoqiang              | Tao Hong Pan Yu        |
| 5th       | 1998                            | Sun Sha Zhang Yimou Teng Wenji               | Shao Bing Zhao Benshan     | Xu Fan Mei Ting        |
| 6th       | 1999                            | Chen Guojun Wu Ziniu Zhang Jianya            | Chen Daoming Li Xuejian    | Jiang Wenli Chen Jin   |
| 7th       | 2000                            | Yu Benzheng Chen Li Huo Jianqi               | Wang Xueqi Wang Qingxiang  | Xi Meijuan Xia Lan     |
| 8th       | 2001                            | Song Yeming Sai Fu Mai Lisi                  | Hou Yong Wang Ji           | Tao Hong Yu Hui        |
| 9th       | 2002                            | Di Junjie Yang Yazhou                        | Liu Peiqi Lu Qi            | Ni Ping Huang Suying   |
| 10th      | 2003                            | Zheng Dongtian Huo Jianqi                    | Liu Wei Zhou Xiaobin       | Ju Xue Jiang Wenli     |
| 11th      | 2004                            | Yin Li Lu Chuan                              | Wu Jun Pu Cunxin           | Zhao Wei Zhang Ziyi    |
| 12th      | Comienzos-2007 (2005, 2006)     | Yin Li Gao Qunshu                            | Chen Kun Fu Dalong         | Li Bingbing Ding Jiali |
| 13th      | Comienzos-2009 (Mid-2007, 2008) | Feng Xiaogang Chen Kaige                     | Zhang Hanyu Guo Jinglin    | Zhang Ziyi Fan Zhibo   |
| 14th      | Comienzos-2011 (Mid-2009, 2010) | Wang Jia Shen Dong Han Sanping Huang Jianxin | Li Xuejian Ge You          | Xu Fan Naren Hua       |
| 15th      | Comienzos-2013 (Mid-2011, 2012) | Feng Xiaogang Chen Li                        | Huang Xiaoming Liu Zhibing | Zhang Ziyi Yan Bingyan |
| 16th      | Comienzos-2016 (2014, 2015)     | Tsui Hark                                    | Andy Lau                   | Bai Baihe              |